# Berkter Hoef
De Berkter Hoef is een rijksmonumentale boerderij in de Noord-Brabantse gemeente Veldhoven. De boerderij is gelegen aan de Vilderstraat 1 in de buurtschap Berkt. Deze bakstenen langgevelboerderij werd gebouwd omstreeks 1680. Het schilddak is bedekt met riet en hollandse pannen.

## Geschiedenis
De Berkter Hoef is vermoedelijk rond 1680 gebouwd en in 1865 gerenoveerd. De boerderij was in gebruik als een gemengd bedrijf met boomgaard. Een bijgebouw dat dienstdeed als schapenstal en opslagplaats voor veevoer brandde in 1970 af.
De laatste vaste bewoonster verliet de boerderij in 2004. Van 2006 tot 2009 heeft de boerderij nog dienstgedaan als kraakpand. Toen eind 2009 de boerderij werd gekocht door een nieuwe eigenaar, bleek het gebouw in een slechte staat te verkeren. De nieuwe eigenaar is van plan een grondige renovatie uit te voeren.
Na enkele jaren van leegstand is in 2015/2016 het pand volledig gerenoveerd en in de oude staat hersteld. Voor de nieuwe eigenaar zal de woning een woon-werk functie krijgen. 